# Elseya lavarackorum
Espèce
Synonymes
- Emydura lavarackorum White & Archer, 1994

Elseya lavarackorum est une espèce de tortue de la famille des Chelidae.

## Répartition
Cette espèce est endémique du Queensland en Australie. Découverte comme un fossile du Pléistocène, elle a par la suite été retrouvée vivante.
Elle se rencontre dans le bassin de la Nicholson River.

## Étymologie
Cette espèce est nommée en l'honneur de Sue de Jim Lavarack.

## Publication originale
- White & Archer, 1994 : Emydura lavarackorum, a new Pleistocene turtle (Pleurodira: Chelidae) from fluviatile deposits at Riversleigh, northwestern Queensland. Records of the South Australian Museum, vol. 27, no 2, p. 159-167 (texte intégral).